# XXI Conferenza delle Parti dell'UNFCCC

Grafico dei 40 paesi maggiori produttori di CO2 nel 1990 e 2012 (a destra la produzione per abitante). Fonte: database Edgar

La XXI Conferenza delle Parti dell'UNFCCC, COP 21 o CMP 11, si è tenuta a Parigi, Francia, dal 30 novembre al 12 dicembre del 2015. È stata la 21ª sessione annuale della conferenza delle parti della Convenzione quadro delle Nazioni Unite sui cambiamenti climatici (UNFCCC) del 1992 e l'11ª sessione della riunione delle parti del protocollo di Kyoto del 1997.
La conferenza ha negoziato l'Accordo di Parigi, un accordo globale sulla riduzione dei cambiamenti climatici, il cui testo ha rappresentato un consenso dei rappresentanti delle 196 parti partecipanti. L'accordo diventerà giuridicamente vincolante, se ratificato da almeno 55 paesi che insieme rappresentino almeno il 55% delle emissioni globali di gas serra. Le parti dovranno firmare l'accordo a New York tra il 22 aprile 2016 al 21 aprile 2017, e anche adottarlo all'interno dei propri sistemi giuridici (attraverso la ratifica, accettazione, approvazione o adesione).
Il 4 novembre 2019 il presidente degli Stati Uniti Donald Trump ha ufficialmente avviato la procedura di uscita dall'Accordo di Parigi. Il 20 gennaio 2021, non appena insediato, il presidente Joe Biden ha reintegrato gli Stati Uniti nell'Accordo di Parigi.

## Premesse
Secondo il comitato organizzatore, l'obiettivo della conferenza del 2015 era quello di raggiungere, per la prima volta in oltre 20 anni di negoziati delle Nazioni Unite, un accordo vincolante e universale sul clima, da parte di tutte le nazioni del mondo. Papa Francesco ha pubblicato l'enciclica Laudato si' destinata, in parte, ad influenzare la conferenza: l'enciclica richiede un'azione contro i cambiamenti climatici. La Confederazione sindacale internazionale ha chiesto che l'obiettivo fosse "zero carbonio, zero povertà", e il suo segretario generale Sharan Burrow ha ripetuto che non ci sono "posti di lavoro su un pianeta morto".
Secondo il comitato organizzatore prima dell'inizio dei colloqui, il risultato chiave è stato quello di prevedere un accordo per fissare l'obiettivo di limitare l'incremento del riscaldamento globale a meno di 2 gradi Celsius (°C) rispetto ai livelli pre-industriali. L'accordo prevede un'emissione antropica di gas serra pari a zero da raggiungere durante la seconda metà del XXI secolo. Nella versione adottata dell'Accordo di Parigi, le parti si impegneranno anche a "proseguire gli sforzi per" limitare l'aumento della temperatura di 1,5 °C. Secondo alcuni scienziati, l'obiettivo di 1,5 °C richiederà l'inizio delle "emissioni zero" a partire da un periodo compreso tra il 2030 e il 2050.
Una serie di incontri si sono svolti in preparazione della COP21, tra cui la Conferenza sul clima di Bonn dal 19 al 23 ottobre 2015, che ha creato un progetto di accordo.

## Svolgimento
Questa conferenza ha avuto come presidente il ministro degli Esteri francese Laurent Fabius ed è stata organizzata dalla Convenzione quadro delle Nazioni Unite sui cambiamenti climatici (UNFCCC), un trattato ambientale creato dalla Conferenza sull'Ambiente e sullo Sviluppo delle Nazioni Unite. L'obiettivo della conferenza è stato quello di concludere, per la prima volta in oltre 20 anni di mediazione da parte delle Nazioni Unite, un accordo vincolante e universale sul clima, accettato da tutte le nazioni.

## Esito della conferenza

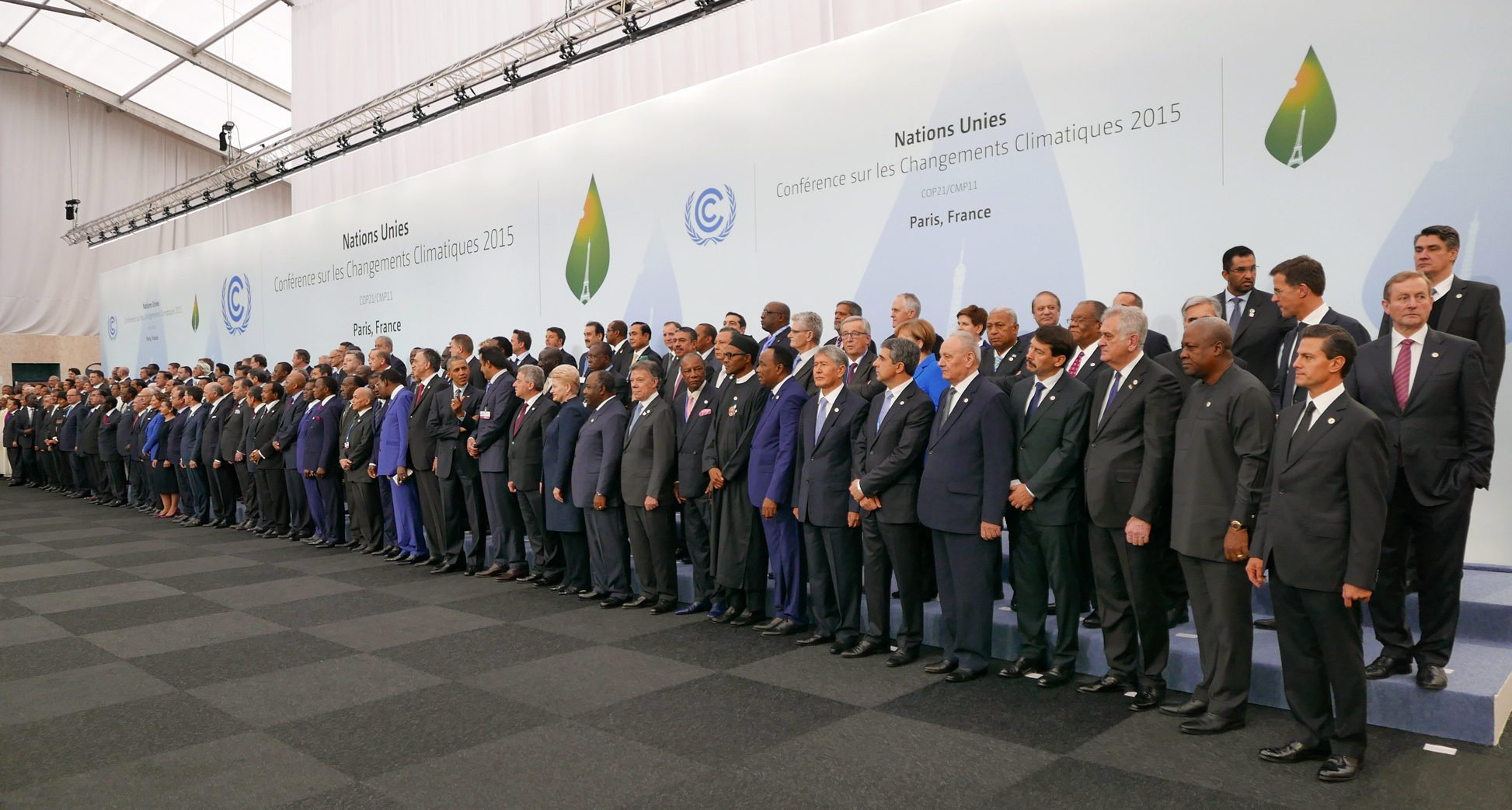
Capi-delegazione alla conferenza COP 21 di Parigi

Il 12 dicembre 2015 i 196 paesi partecipanti hanno concordato al termine della conferenza e all'unanimità un patto globale, chiamato Accordo di Parigi, per ridurre le emissioni dei gas serra. Nel documento di 12 pagine i membri hanno concordato di ridurre la loro produzione di diossido di carbonio "il più presto possibile" e di fare del loro meglio per mantenere il riscaldamento globale "ben al di sotto di 2 °C" in più rispetto ai livelli pre-industriali. Il ministro degli Esteri francese Laurent Fabius ha detto che questo piano "ambizioso ed equilibrato" è stato una "svolta storica" per l'obiettivo di ridurre il riscaldamento globale.
L'accordo non diventerà vincolante per gli Stati membri fino a quando almeno 55 paesi che producono oltre il 55% dei gas serra non avranno ratificato l'accordo. Ogni paese che ratifica l'accordo sarà tenuto a fissare un obiettivo di riduzione delle emissioni, ma il quantitativo sarà volontario. Ci sarà un meccanismo per forzare un paese ad impostare un obiettivo entro una data specifica, ma nessuna applicazione se l'obiettivo fissato non è soddisfatto: ci sarà solo un sistema "name and shame" ovvero una lista di paesi inadempienti, con l'obiettivo di incoraggiarli ad attuare il piano sul clima.
Il testo integrale dell'Accordo di Parigi ha avuto tre traduzioni in italiano:
- la prima ad essere pubblicata è quella del periodico «Ultra Limes » ad opera dei propri traduttori interpreti con un grado di affidabilità elevato.
- la seconda ad essere pubblicata è quella col commento di Valentino Piana;
- la terza ad essere stata diffusa in internet è quella della Fondazione per lo Sviluppo Sostenibile;
- la quarta, pubblicata a febbraio 2016, è stata pubblicata a cura del Ministero dell'Ambiente.

## [8]Progetti e dichiarazioni
Come è consuetudine prima delle grandi conferenze, le principali ONG e gruppi governativi hanno prodotto un'ampia varietà di dichiarazioni con l'intenzione di cercare il consenso anche alla COP21. Questi progetti includono almeno le seguenti azioni principali:
- L'ICLEI (amministrazioni locali per la sostenibilità), nel suo Congresso mondiale, ha lanciato il nuovo Programma di azioni trasformative (Transformative Actions Program, TAP) con l'intenzione di portare avanti azioni locali e subnazionali prima della COP21,[9] per consolidare gli impegni presi con la COP11 (Montreal 2005).[10]
- Dichiarazione European capital and large cities for climate action en route to COP 21, adottata il 26 marzo 2015 dai rappresentanti delle capitali e delle principali città dei 28 Stati membri dell'Unione Europea nell'incontro dei sindaci organizzato da Anne Hidalgo, sindaca di Parigi, e Ignazio Marino, sindaco di Roma, che sostengono che «le aree urbane esposte ai cambiamenti climatici sono anche aree di prova essenziali per l'innovazione»,[11] che è al centro dei meccanismi, dei parametri e della dichiarazione dell'ICLEI del 2005.
- Al Vertice mondiale delle regioni per il clima (World Summit of Regions for Climate, WSRC), Parigi 2014, Arnold Schwarzenegger, fondatore di R20 Regions of Climate Action, ha invitato una coalizione di governi, imprese e investitori a firmare una bozza di "Dichiarazione di Parigi" alla COP20 di Lima (2014), al World Green Economy Summit 2015 di Dubai e alla COP21.[12]
- The Shift Project di organizzazioni imprenditoriali francesi.[13]
- I progetti dei popoli indigeni comprendono:
  - Dichiarazione dei popoli indigeni dell'Asia.[14]
  - Il comitato di coordinamento delle popolazioni indigene dell'Africa[8](Indigenous Peoples of Africa Coordinating Committee, IPACC), che agisce per le popolazioni indigene africane[15] ma anche di tutto il mondo.[16]
  - I popoli e le organizzazioni degli indigeni vogliono rivestire un ruolo chiave nell'agenda dello sviluppo post-2015 come, per esempio, il Centro per l'autonomia e lo sviluppo dei popoli indigeni del Nicaragua.[17]
  - Sono molte le organizzazioni politiche indigene in cerca di riconoscimento ai sensi della Dichiarazione dei diritti dei popoli indigeni e che hanno chiesto riconoscimento e rispetto anche nel 2014 alla XX Conferenza delle Parti dell'UNFCCC di Lima.[18] Nel 2015 saranno compresi reclami specifici, come la Confederazione Wabanaki, nella sua opposizione alla fratturazione idraulica e al gasdotto Energy East, ha annunciato che invierà un rappresentante diplomatico in merito agli eventi del 2013 nel New Brunswick[19] che hanno evidenziato lo squilibrio di potere per opporsi alle compagnie di combustibili fossili anche sui terreni non ceduti.
- Women's Earth and Climate Action Network (WECAN) alla ricerca di «contributi importanti da parte di donne di tutto il mondo [che condividano] storie, lotte, soluzioni e piani d'azione [...] con una mobilitazione delle donne per la giustizia climatica».[20]
- Paesi del Bacino del Mediterraneo. Presa Puente, Stretto di Gibilterra: la prima bozza di Presa Puente,[21] che si adatta ai cambiamenti climatici, è progettata per proteggere il Mediterraneo dal probabile sollevamento delle acque causato dal disgelo dei ghiacci polari. 24 paesi, oltre 500 milioni di persone, più di 15 000 isole e migliaia di chilometri di costa che possono essere salvati dalle inondazioni.
- Alleanza solare. Il primo ministro indiano Narendra Modi ha annunciato al vertice G20 del 2015 che, insieme al presidente francese François Hollande, intende proporre la creazione di un'alleanza di paesi ricchi di energia solare simile all'Organizzazione dei Paesi esportatori di petrolio (OPEC).[22] In vista del vertice sul clima, i due leader hanno invitato oltre 100 paesi a unirsi alla coalizione proponendo di chiamarla Agenzia internazionale per la politica e l'applicazione del solare (Agency for Solar Policy and Application, InSPA).[23]
- Un'ampia gamma di altre attività è in preparazione per influenzare le principali decisioni della Conferenza.[24]

## Manifestazioni

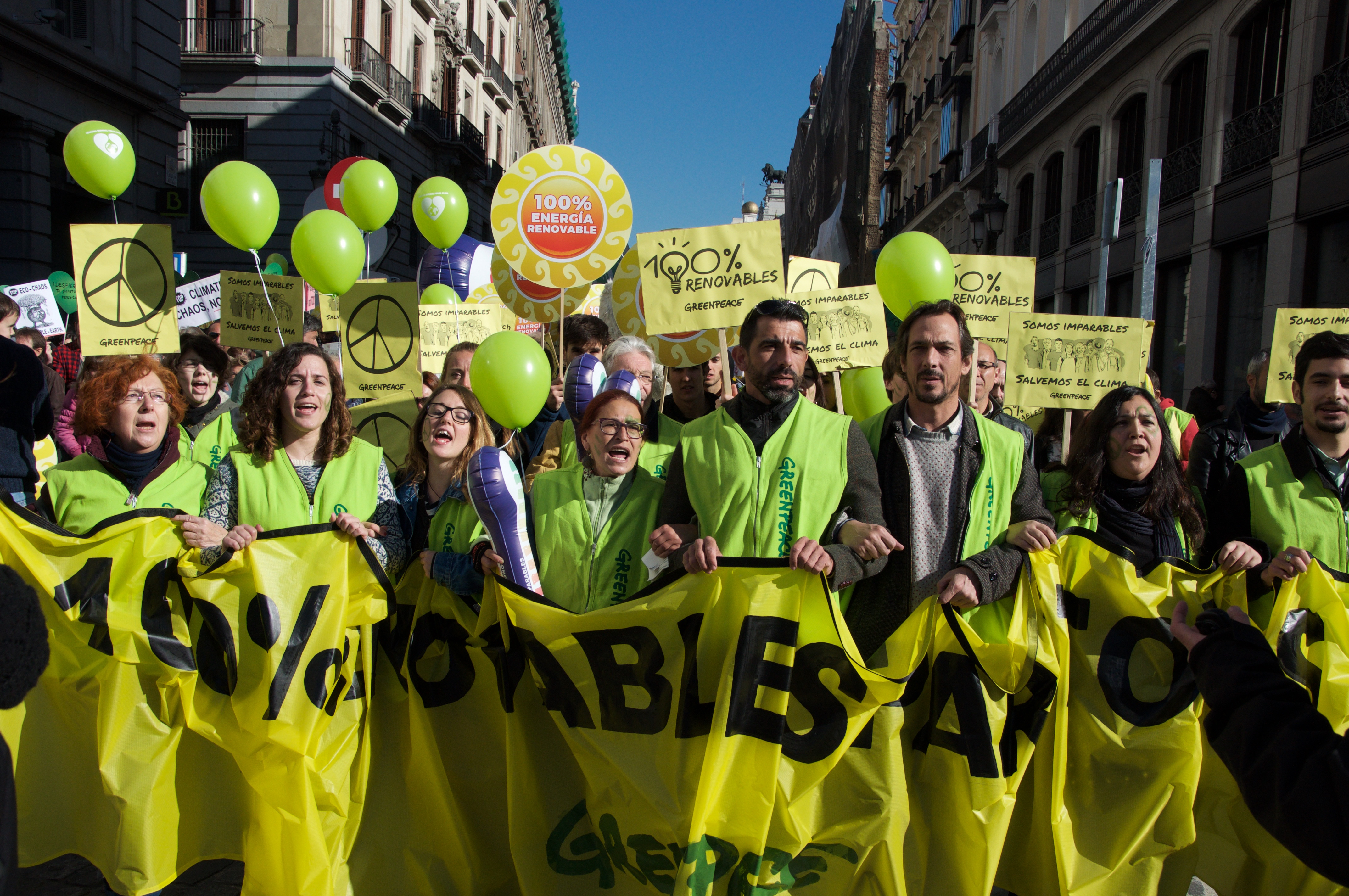
Attivisti di Greenpeace in una manifestazione a Madrid

In tutto il mondo, oltre 600 000 persone hanno preso parte a manifestazioni in favore di un accordo forte. A Parigi, tuttavia, sono state vietate manifestazioni e riunioni pubbliche a causa degli attacchi terroristici avvenuti poche settimane prima della conferenza, ma ciò non ha impedito a migliaia di dimostranti di manifestare il 12 dicembre contro quello che ritenevano un trattato troppo debole.
Ci sono state anche altre manifestazioni illegali a Parigi, di cui una del 29 novembre sfociata in un violento scontro tra polizia e manifestanti anti-capitalisti.